# Astro ASTRO ASTROSTAR

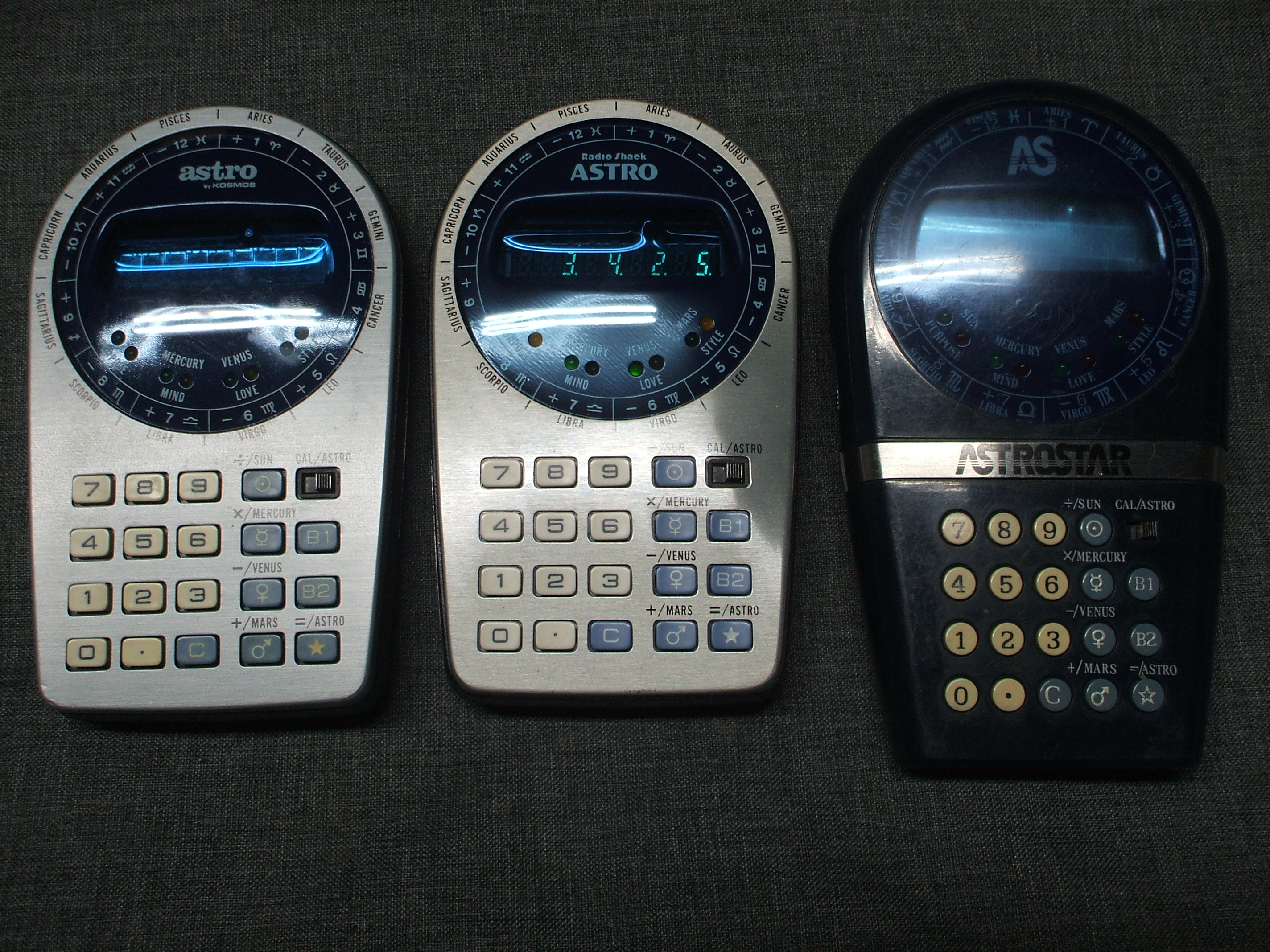
左から KOSMOS astro、 RadioShack ASTRO EC-312 及び BANDAI ASTROSTAR

astro by KOSMOSは、KOSMOS社が1979年から1980年にかけて販売していた占星術電卓である。
RadioShack E-312 ASTRO及びRadioShack ASTRO EC-312は、米国Radio Shackが1979年から1980年にかけて販売していた占星術電卓である。
BANDAI ELECTRONICS ASTROSTARは、バンダイが同様の時期に販売していた占星術電卓である。
いずれの機種も機能は同等であり、筐体や意匠が異なるのみである。(写真参照)

## 概要
グリニッジ標準時での日付からその日の太陽、水星、金星、火星が、それぞれどこの「宮」に存在していたかを計算する電卓である。日付としては誕生日を入力することが想定されている。
なお、制御演算装置には、TMS1470が使用されている。

## 使用法
例えば、1954年9月21日を計算するには、日付を米国式で
```
92154
```

と入力し、[B1]キーを押す。計算には20秒ほどかかり、
```
6. 7. 8. 10.
```

と表示される。下表を参考にしてこの結果を見ると、
```
太陽:処女宮 水星:天秤宮 金星:天蝎宮 火星:磨羯宮
```

となる。これの解釈については、西洋占星術の項などに譲ることとするが、この結果から簡単なホロスコープを描くことができ、アスペクトなどもある程度考慮可能である。
| 番号 | 1      | 2      | 3      | 4      | 5      | 6      | 7      | 8      | 9      | 10     | 11     | 12     |
| 記号 |        |        |        |        |        |        |        |        |        |        |        |        |
| 宮   | 白羊宮 | 金牛宮 | 双児宮 | 巨蟹宮 | 獅子宮 | 処女宮 | 天秤宮 | 天蝎宮 | 人馬宮 | 磨羯宮 | 宝瓶宮 | 双魚宮 |
| ---- | ------ | ------ | ------ | ------ | ------ | ------ | ------ | ------ | ------ | ------ | ------ | ------ |